# Jimmy Joy

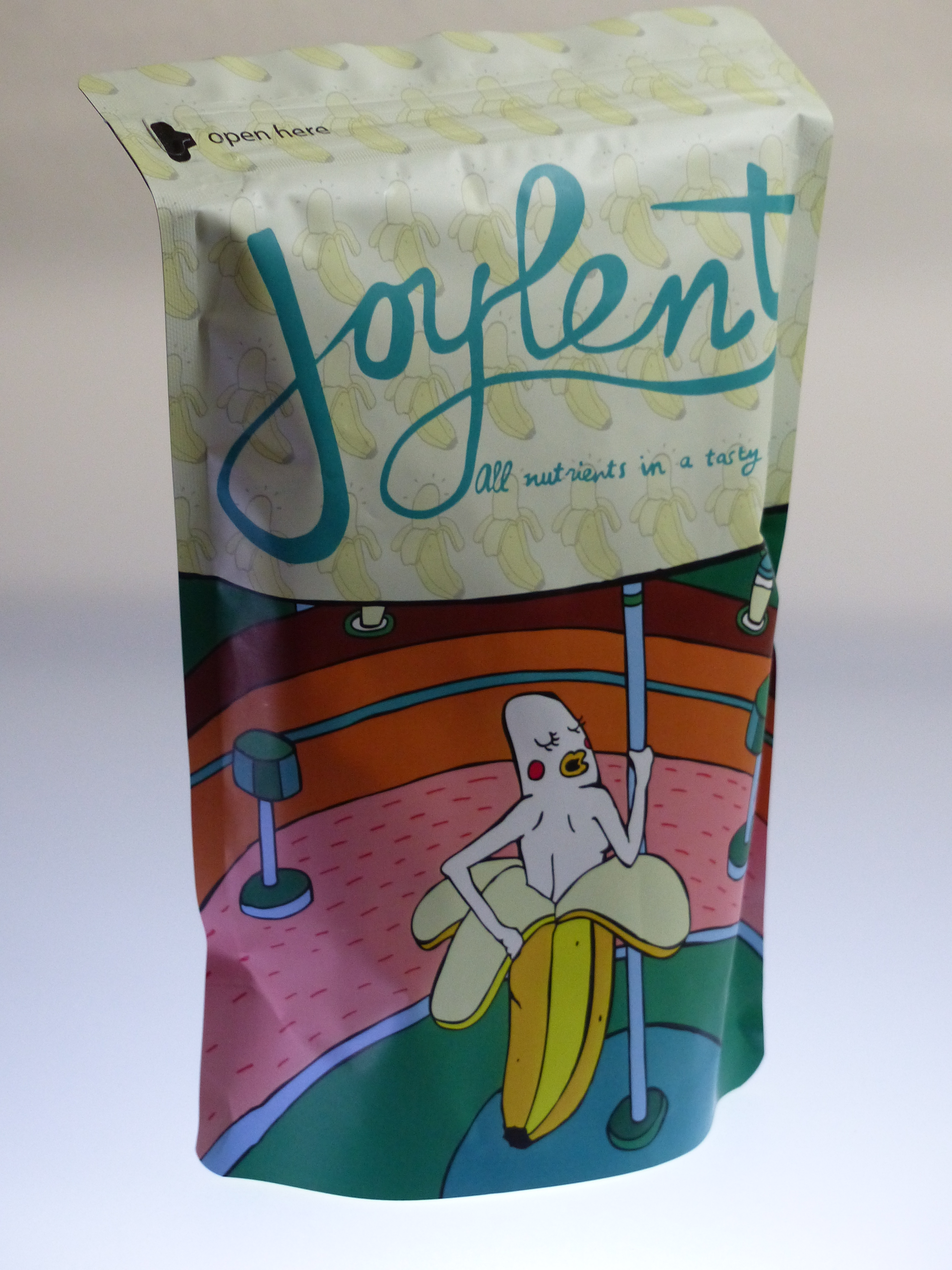
Bolsa con tres raciones de Joylent con sabor a plátano

Joylent es un compuesto nutritivo producido por Joylent BV consistente en una mezcla de ingredientes como la harina de avena, concentrado de proteína de whey, lecitina de soja, harina de soja, entre otros. La compañía encargada de su fabricación fue fundada en junio de 2014 por Joey van Koningsbruggen y Sam Rohn. La idea de crear Joylent surgió al descubrir que en Europa no estaba disponible la bebida norteamericana Soylent, de la que Joylent se inspira. A fecha de junio de 2015 ya había vendido unas 60.000 bolsas, estando España en la cuarta posición de ventas. La compañía, en la actualidad, supera los 40 empleados y desarrolla su actividad en una nave de 2000 m².

## Información nutricional de «Joylent»[2]
| Componente Joylent      | por 520 g              |
| ----------------------- | ---------------------- |
| Valor energético        | 2.119 kcals (8.865 KJ) |
| Carbohidratos           | 267 g                  |
| Proteínas               | 134 gr                 |
| Grasas                  | 53 g                   |
| Fibra                   | 32.5 g                 |
| Grasas saturadas        | 8 g                    |
| Ácidos grasos (Omega 3) | 5,4 g                  |
| Ácidos grasos (Omega 6) | 21 g                   |
| Calcio                  | 0,84 g                 |